# Nhà nước ngầm
Nhà nước ngầm (tiếng Anh: deep state) là lý thuyết về sự tồn tại của mạng lưới quyền lực bí mật và không thông qua bầu cử, hoàn toàn không chịu sự kiểm soát của chính phủ điều hành đất nước hiện tại, có các mục tiêu chính trị riêng biệt, thường là phục vụ cho lợi ích hoặc mục đích của những người đứng đầu mạng lưới quyền lực ngầm đó. Thuật ngữ này thường mang hàm ý tiêu cực khi được nhắc tới trên các phương tiện truyền thông.
Trong nhiệm kỳ tổng thống của Donald Trump, thuật ngữ "nhà nước ngầm" chủ yếu được sử dụng ở Hoa Kỳ để mô tả các quan chức và công chức có thâm niên, hành động theo các chỉ thị và các đạo luật của Quốc hội, trái với các quyết định và mong muốn của chính phủ.